# اسم شامل
الاسم الشامل عند أهل اللغة هو اللفظ الدال على معنى أعم من المعنى الأخص الذي يدل عليه اسم آخر، ويسمى هذا الاسم مشمولا.
للاسم الشامل أسماء أخرى، منها اللفظ الأعم والمقسم والمافَوق. الاسم الشامل والاسم المشمول يسميان في علم المنطق الكلي والجزئي، أما اسم الكل واسم الجزء فيسميان الكل والجزء.
الشمول المعنوي هو علاقة الاسم الشامل بالاسم المشمول.

## أمثلة
من مثال ذلك قولك «التين شجر والزيتون شجر، والشجر نبات» فالتين مشترِك معنوي في الشجر والشجر مشترِك معنوي في النبات، والشجر مشترَك معنوي للتين والزيتون وهما متشاركان معنويان فيه، فهما يدلان على معان جزئية من المعنى الكلي الذي يدل عليه هو.

## في علم المنطق

### الفرق بين الكل والكلي والجزء والجزئي
من جملة ما أتى على ذكره الطوسي من فوارق أن:
1. الكل يكون من اجتماع الأجزاء، والكلي ليس بمجموع الجزئيات.
2. الكل لا يُحمل بالمواطأة على الأجزاء بالاسم والحد، والكلي بذلك على الجزئيات يُحمل.
3. الكل وجوده بلا وجود الجزء محال، والكلي مع الجزئي ليس كذلك.
4. الكل يوجد في الخارج والكلي لا يوجد فيه، فإن الشخص الواحد لا يكون كليا.
5. الكل أجزاؤه محصورة، بخلاف جزئيات الكلي.

## وصلات خارجية
- فائدة عن المشتركات الكلية المطلقة في اللغة
- الموجز في المنطق: الكلي والجزئي وتوابعهما، النسب الاربع